# Eros Beraldo
Pour les articles homonymes, voir Beraldo.
Eros Beraldo  est un footballeur puis entraîneur italien né le 27 juillet 1929 à Vérone et mort le 27 décembre 2004 dans la même ville. Il évoluait au poste de milieu de terrain.

## Biographie

### En club
Eros Beraldo commence sa carrière au sein du Calcio Padoue en 1948,.
De 1952 à 1959, il est joueur de l'AC Milan,.
Avec le Milan AC, il est sacré Champion d'Italie à trois reprises en 1955, 1957 et en 1959.
Lors de la campagne de Coupe des clubs champions en 1957-1958, Eros Beraldo dispute tous les matchs (9) dont la finale perdue contre le Real Madrid 2-3.
En 1959, il rejoint le Genoa CFC, club qu'il représente jusqu'en 1961,.
En 1961, Beraldo devient joueur de l'AC Cesena,.
Il raccroche les crampons après la saison 1962-1963 avec Cesena.

### Entraîneur
Eros Beraldo devient entraîneur après sa carrière de joueur.

## Palmarès
AC Milan
- Championnat d'Italie (3) :
  - Champion : 1954-55, 1956-57 et 1958-59.
- Coupe des clubs champions :
  - Finaliste : 1957-58.